# Rukometni Klub Varteks
Il Rukometni Klub Varteks è una squadra di pallamano maschile croata con sede a Varaždin.